# Beaupuy, Tarn-et-Garonne
Beaupuy är en kommun i departementet Tarn-et-Garonne i regionen Occitanien i södra Frankrike. Kommunen ligger i kantonen Verdun-sur-Garonne som tillhör arrondissementet Montauban. År 2022 hade Beaupuy 274 invånare.

## Befolkningsutveckling
Antalet invånare i kommunen Beaupuy
| Referens: INSEE |